# مشيخة الحوراء
مشيخة الحوراء  كانت إحدى دول محمية الجنوب العربي التي كانت موجودة من القرن التاسع عشر إلى عام 1951. وأصبحت محمية بريطانية في عام 1888.

## تاريخ

### التاريخ المبكر
تأسست مشيخة الحوراء في القرن التاسع عشر،وكان أول شيخ معروف لها هو عبد الله بن محمد با شهيد، الذي حكم من حوالي عام 1858 إلى عام 1895.

### زيارة تيودور بنت
الصياغة الجديدة:
بين عامي 1893 و1897، قام المستكشفان ثيودور بنت ومابل بنت بزيارة مشيخة الحوراء في جنوب شبه الجزيرة العربية. هناك، وصفوا قلعة كبيرة تسيطر على قرية متواضعة. كانت القلعة، المبنية من الطوب المجفف بالشمس، موطنًا لعائلة آل الكعيطي الحاكمة، كانت القلعة كبيرة جدًا، حيث يبلغ ارتفاعها سبعة طوابق وتغطي مساحة حوالي فدان (4 كم). كانت القلعة محاطة بأسوار وأبراج وآليات دفاعية. استقبل السلطان ثيودور ومابل بحرارة وطلب منهم تقديم هدية، والتي قدموها على شكل 20 روبية هندية.

### محمية بريطانية
في عام 1888، أبرمت الإمبراطورية البريطانية معاهدة حماية مع الحوراء، وبدأت بدفع راتبها السنوي. وفي عام 1895، توفي الشيخ عبد الله بن محمد با شهيد، ممثل الشيخ.وخلفه الشيخ سعيد بن عبد الله با شهيد الذي تنازل عن العرش في فبراير عام 1896، وخلفه أخوه الشيخ أحمد بن عبد الله. توفي الأخير في مارس عام 1900م، وخلفه الشيخ صالح بن عوض. 
في أبريل 1902، تم إبرام معاهدة حماية منقحة مع الشيخ صالح بن عوض، مما أدى إلى زيادة راتبه من 50 إلى 180 دولارًا.
توفي الشيخ صالح بن عوض.وخلفه ابنه عوض بن صالح في 6 أكتوبر عام 1917. 

### نهاية المشيخة
في ق. 1951 أصبحت الحوراء جزءًا من لوحيدي بلحاف.

## الحكام
وكان حكام الحوراء يحملون لقب شيخ الحوراء. 

### قائمة الشيوخ
1. عبد الله بن محمد با شهيد، ١٨٥٨؟ – 6 مايو 1895 [8]
2. سيف بن عبد الله با شهيد، 1895 – فبراير 1896 [3]
3. أحمد بن عبد الله با شهيد، فبراير 1896 – 1 مارس 1900 [3]
4. صالح بن عوض با شهيد، مارس 1900 - 6 أكتوبر 1917 (توقف في مايو 1904) [3]
5. عوض بن صالح با شهيد، أكتوبر 1917 – 1951 [3]

## التركيبة السكانية
كان عدد سكان مشيخة الحوراء 300 نسمةفي عام 1946 

## جغرافية
الحوراء هي قرية صيد صغيرة تقع على ساحل البحر الأحمر، على بعد حوالي 12 ميلاً من عرقة. وقد وصفها تقرير صدر عام 1946 بأنها "قرية صيد صغيرة".